# Paratryphera sordida
Paratryphera sordida là một loài ruồi trong họ Tachinidae.